# Mielec
Mielec (udtale: [ˈmʲɛlɛt͡s]  ( hør) Yiddish: מעליץ-Melitz)  er en by i det sydøstlige Polen.  Rzeszów  har 58.213(2021) indbyggere og et areal på 	47,36 km². Den ligger i den vestlige del af   voivodskabet Nedrekarpater, og er også administrationsby for  powiatet (amt) Mielec. Byen ligger i det historiske Lillepolen. 
Mielec er et industricenter, med tekniske- og it-skoler, håndværksskoler og gymnasier (der giver bachelorgrad og kandidatgrad inden for flere studieretninger. Der er også postgraduate-studier - f.eks. MBA). Byen ligger inden for Special Economic Zone Euro-Park Mielec med adgang til Mielec Lufthavn og jernbane.

## Historie
Den første omtale af et sted kaldet Mielec forekommer i det trettende århundrede i pave Gregor 9.'s bulle fra 1229. I anden halvdel af det fjortende århundrede blev "Mielecka" nævnt i en liste over sogne. Byen Mielec, en del af Sandomierz Voivodeskab og Lillepolen, blev grundlagt den 17. marts 1457, da Kong Kasimir 4. Jagiellon tildelte Jan Mielecki et charter  for etableringen af en by under navnet Nowy Targ. Af ukendte årsager fortsatte Jan Mielecki ikke med at grundlægge byen; den blev til sidst oprettet af hans to sønner, Jan og Bernardyn, ved en lov af 18. december 1470. Mielecki-familien ejede byen Mielec, indtil den sidste af Mieleckierne døde i 1771. Under deres styre var der intensivt udvikling af håndværksindustrien. I 1522 blev det første laug grundlagt. Dette var smedenes laug. Det blev efterfulgt af laug af skrædders, skomagere, pottemagere, spindere og vævere.